# 麻山事件 (1945年)
麻山事件（まさんじけん）1945年（昭和20年）8月12日，满洲国鸡宁县麻山区（現中国黑龍江省鸡西市麻山区）日本哈達河開拓团在撤离时遭苏联軍战車部隊攻擊，决定集体自杀事件。死者421人。
1945年8月9日，当时驻扎于鸡宁县（今鸡西市哈达乡）日本的『哈达河开拓团』的一千三百多人，得到撤退命令，赶着一百多辆马车，向鸡西方向撤离，以为到了那里后就可以坐上火车撤退到牡丹江，哈尔滨，然后回国。8月12日，离日本天皇正式宣布投降只差3天。先头队伍遭到苏军的包围，决定集体自杀。
1949年12月，家住日本静冈县烧津市的薮崎顺太郎，就其被征集入伍的弟弟的妻子及孩子共6人亡命于麻山之问题，向日本参议院『在外同胞撤侨委员会』提起控诉，要求日本政府对『麻山事件』进行调查。

## 関連項目
- 八月風暴行動
- 葛根廟屠杀
- 牡丹江事件
- 廟街事件